# Trí thông minh
Trí thông minh hay trí năng được định nghĩa theo nhiều cách khác nhau bao gồm khả năng logic, trừu tượng, sự hiểu biết, tự nhận thức, học tập, có trí tuệ xúc cảm, trí nhớ, kế hoạch, và giải quyết vấn đề. Trí thông minh được nghiên cứu rộng rãi ở loài người, nhưng cũng được quan sát ở động vật và thực vật. Trí tuệ nhân tạo là sự mô phỏng trí thông minh ở máy móc.
Với nguyên lý tâm lý học, một vài phương án tiếp cận khác nhau tới trí thông minh của con người được áp dụng. Cách tiếp cận tâm lý học đặc biệt quen thuộc với công chúng, cũng như được nghiên cứu nhiều nhất và được sử dụng rộng rãi nhất trong thực tế.

## Nghiên cứu thêm
- Binet, Alfred; Simon, Th. (1916). The development of intelligence in children: The Binet-Simon Scale. Publications of the Training School at Vineland New Jersey Department of Research No. 11. E.S. Kite (Trans.). Baltimore: Williams & Wilkins. Truy cập ngày 18 tháng 7 năm 2010.
- Terman, Lewis Madison; Merrill, Maude A. (1937). Measuring intelligence: A guide to the administration of the new revised Stanford-Binet tests of intelligence. Riverside textbooks in education. Boston (MA): Houghton Mifflin.
- Richardson, Ken (2000). The Making of Intelligence. New York (NY): Columbia University Press. ISBN 978-0-231-12005-0 ://cup.columbia.edu/book/978-0-231-12004-3/the-making-of-intelligence ày 28 tháng 6 năm 2010. {{Chú thích sách}}: Kiểm tra giá trị |isbn=: ký tự không hợp lệ (trợ giúp); Liên kết ngoài trong |isbn= (trợ giúp)
- Bock, Gregory; Goode, Jamie; Webb, Kate, biên tập (2000). The Nature of Intelligence. Novartis Foundation Symposium 233. Chichester: Wiley. doi:10.1002/0470870850. ISBN 978-0-471-49434-8. Truy cập ngày 16 tháng 7 năm 2010.[liên kết hỏng]
- Blakeslee, Sandra; Hawkins, Jeff (2004). On intelligence. New York: Times Books. ISBN 0-8050-7456-2. OCLC 55510125.{{Chú thích sách}}:  Quản lý CS1: nhiều tên: danh sách tác giả (liên kết)
- Sternberg, Robert J., biên tập (2004). International Handbook of Intelligence. Ian Deary, Pauline Smith, Berit Carlstedt, Jan-Eric Gustafsson, Jarrlo Hautamaki, Rocio Fernandez-Ballesteros, Roberto Colom, Jacques Lautrey, et al. Cambridge: Cambridge University Press. ISBN 978-0-521-00402-2 ://www.cup.es/uk/catalogue/catalogue.asp?isbn=978-0-521-00402-2 ày 29 tháng 6 năm 2010. {{Chú thích sách}}: Kiểm tra giá trị |isbn=: ký tự không hợp lệ (trợ giúp); Liên kết ngoài trong |isbn= (trợ giúp)
- Stanovich, Keith (2009). What Intelligence Tests Miss: The Psychology of Rational Thought. New Haven (CT): Yale University Press. ISBN 978-0-300-12385-2 ://yalepress.yale.edu/yupbooks/book.asp?isbn=978-0-300-12385-2 ày 9 tháng 8 năm 2010. {{Chú thích sách}}: Kiểm tra giá trị |isbn=: ký tự không hợp lệ (trợ giúp); Liên kết ngoài trong |isbn= (trợ giúp)
- Flynn, James R. (2009 ://www.cscs.umich.edu/~crshalizi/reviews/flynn-beyond/ ày 18 tháng 7 năm 2010). What Is Intelligence: Beyond the Flynn Effect . Cambridge: Cambridge University Press. ISBN 978-0-521-74147-7. {{Chú thích sách}}: Kiểm tra giá trị ngày tháng trong: |year= (trợ giúp); Liên kết ngoài trong |year= (trợ giúp)Quản lý CS1: năm (liên kết)
- Mackintosh, N. J. (2011). IQ and Human Intelligence . Oxford: Oxford University Press. ISBN 978-0-19-958559-5 ://www.oupcanada.com/catalog/9780199585595.html ày 9 tháng 2 năm 2012. {{Chú thích sách}}: Kiểm tra giá trị |isbn=: ký tự không hợp lệ (trợ giúp); Liên kết ngoài trong |isbn= (trợ giúp)
- Sternberg, Robert J.; Kaufman, Scott Barry, biên tập (2011). The Cambridge Handbook of Intelligence. N. J. Mackintosh, Susana Urbina, John O. Willis, Ron Dumont, Alan S. Kaufman, Janet E. Davidson, Iris A. Kemp, Samuel D. Mandelman, Elena L. Grigorenko, Raymond S. Nickerson, Joseph F. Fagan, L. Todd Rose, Kurt Fischer, Christopher Hertzog, Robert M. Hodapp, Megan M. Griffin, Meghan M. Burke, Marisa H. Fisher, David Henry Feldman, Martha J. Morelock, Sally M. Reis, Joseph S. Renzulli, Diane F. Halpern, Anna S. Beninger, Carli A. Straight, Lisa A. Suzuki, Ellen L. Short, Christina S. Lee, Christine E. Daley, Anthony J. Onwuegbuzie, Thomas R. Zentall, Liane Gabora, Anne Russon, Richard J. Haier, Ted Nettelbeck, Andrew R. A. Conway, Sarah Getz, Brooke Macnamara, Pascale M. J. Engel de Abreu, David F. Lohman, Joni M. Lakin, Keith E. Stanovich, Richard F. West, Maggie E. Toplak, Scott Barry Kaufman, Ashok K. Goel, Jim Davies, Katie Davis, Joanna Christodoulou, Scott Seider, Howard Gardner, Robert J. Sternberg, John D. Mayer, Peter Salovey, David Caruso, Lillia Cherkasskiy, Richard K. Wagner, John F. Kihlstrom, Nancy Cantor, Soon Ang, Linn Van Dyne, Mei Ling Tan, Glenn Geher, Weihua Niu, Jillian Brass, James R. Flynn, Susan M. Barnett, Heiner Rindermann, Wendy M. Williams, Stephen J. Ceci, Ian J. Deary, G. David Batty, Colin DeYoung, Richard E. Mayer, Priyanka B. Carr, Carol S. Dweck, James C. Kaufman, Jonathan A. Plucker, Ursula M. Staudinger, Judith Glück, Phillip L. Ackerman, Earl Hunt. Cambridge: Cambridge University Press. ISBN 9780521739115 ://www.cambridge.org/us/academic/subjects/psychology/personality-psychology-and-individual-differences/cambridge-handbook-intelligence ày 22 tháng 7 năm 2013. {{Chú thích sách}}: Kiểm tra giá trị |isbn=: ký tự không hợp lệ (trợ giúp); Liên kết ngoài trong |isbn= (trợ giúp)